# Mussaenda zenkeri
Mussaenda zenkeri là một loài thực vật có hoa trong họ Thiến thảo. Loài này được Wernham mô tả khoa học đầu tiên năm 1913.